# Aden (rapper)
Aden Abdulgadir Hussein, noto semplicemente come Aden (17 agosto 1996), è un rapper svedese di origini somale.

## Biografia
Aden ha fatto il suo esordio discografico da solista con l'album in studio Ingen efter tolv, presentato nel marzo 2021 e arrivato 6º nella Sverigetopplistan.
A circa distanza di un anno viene reso disponibile per il consumo il secondo LP Trauma X, che ha esordito al 29º posto della classifica. Ha ricevuto due dischi di platino e uno d'oro dalla IFPI Sverige, equivalenti a 200 000 unità vendute.

## Discografia

### Da solista

#### Album in studio
- 2021 – Ingen efter tolv
- 2022 – Trauma X

#### EP
- 2018 – Vågor & fåglar (con Asme)
- 2020 – Kreatkiv

#### Singoli
- 2017 – Kasse (con Asme)
- 2017 – Skiner (con Asme)
- 2018 – Winter (con Dun D)
- 2018 – Min broder (con Asme)
- 2019 – Buntar (con C.Gambino)
- 2019 – Midjan
- 2020 – 4 Gott (con BL)
- 2020 – Gasolina (con Naod)
- 2020 – Bon appétit
- 2020 – Aden - Clockwork (con 24SJU)
- 2020 – Zaroch
- 2020 – Gång på gang (con B.Baby)
- 2020 – Kilos (Freestyle) (con BL)
- 2020 – Vilda västern (con Awave)
- 2021 – Safe
- 2021 – Can't Complain
- 2021 – Ghost
- 2022 – Scandinavia (con Adaam)

### Aden x Asme
- 2019 – 12 till 12
- 2021 – Sista 12